# Edward Delaney

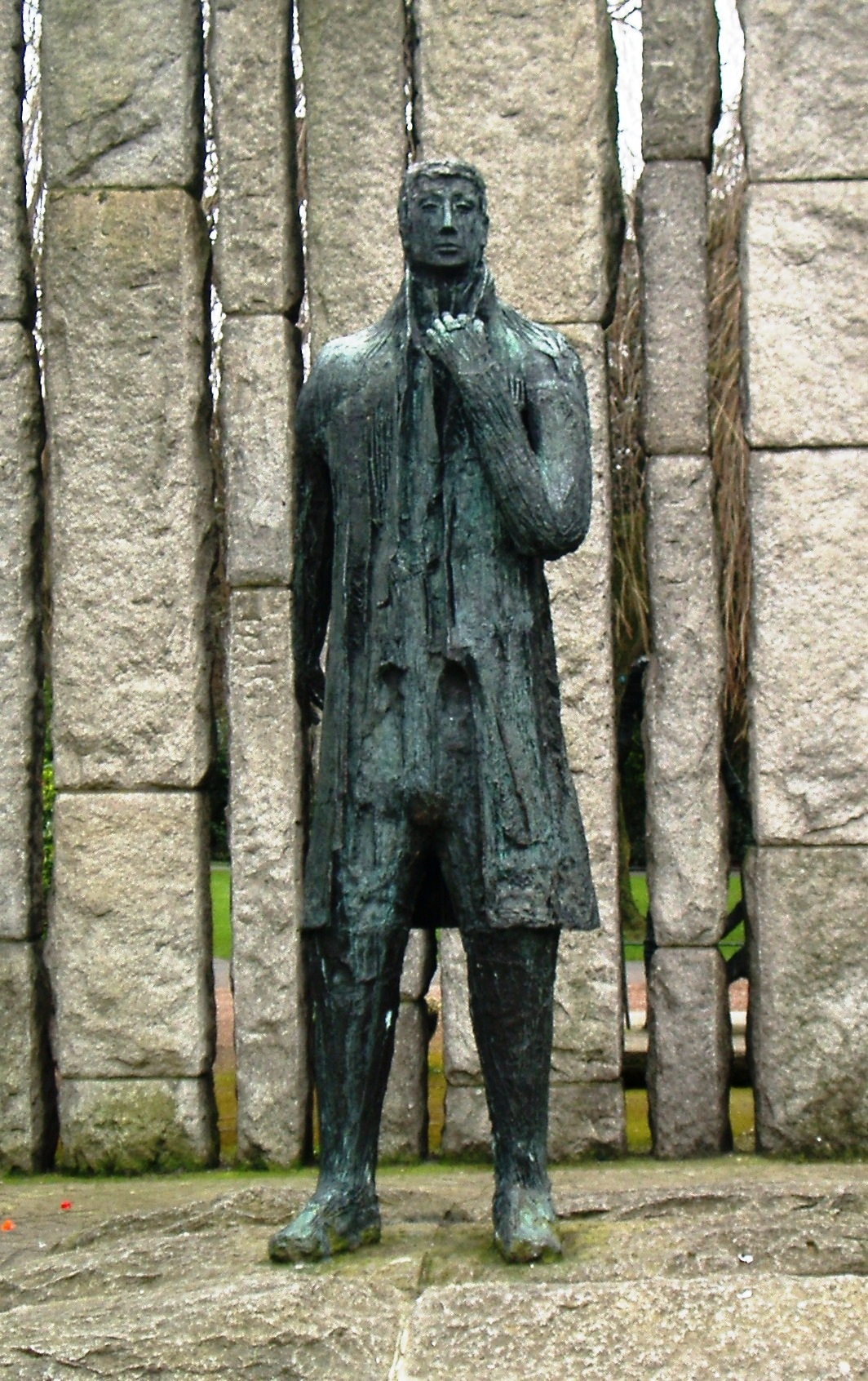
Standbeeld Wolfe Tone in Dublin

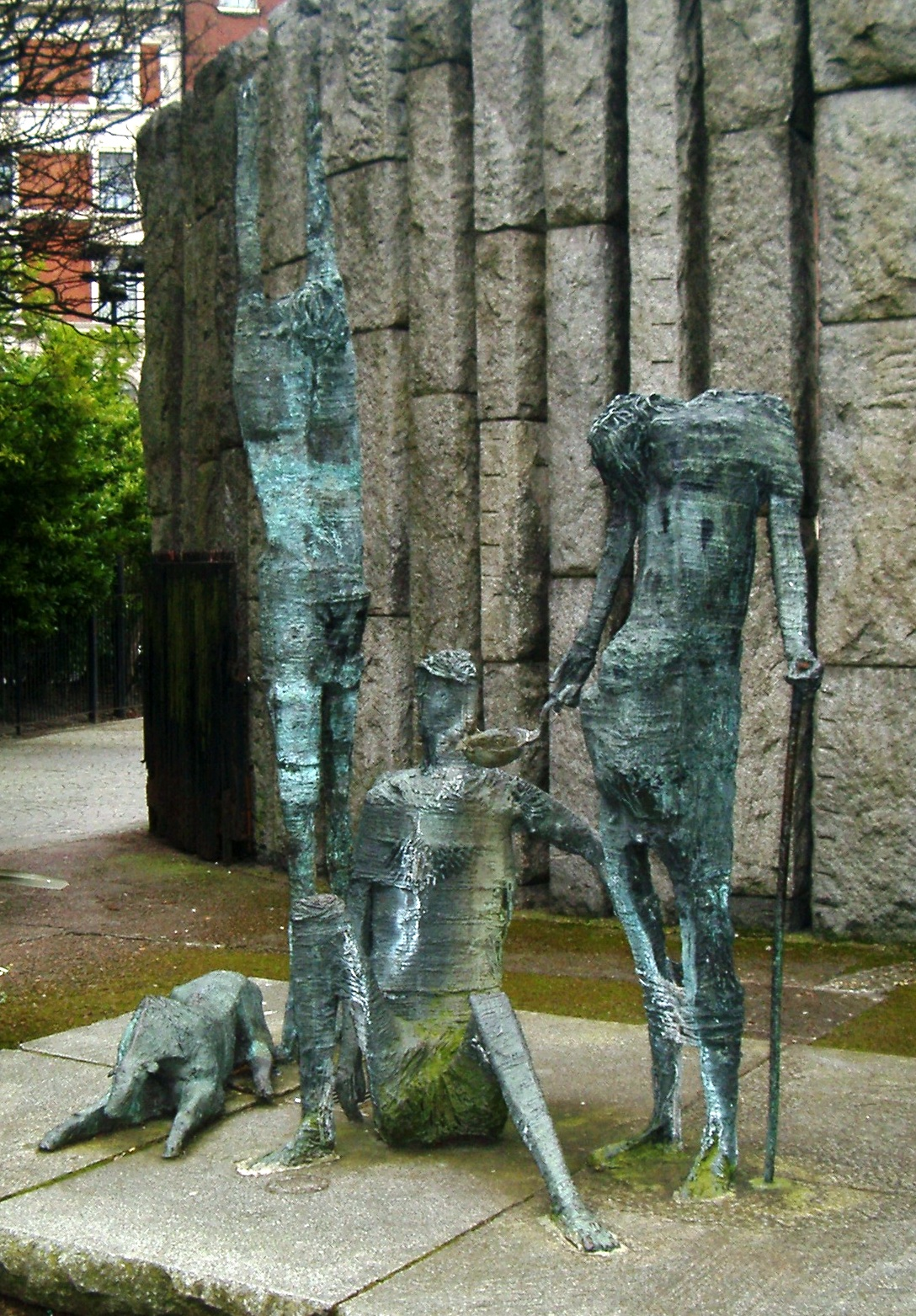
Famine Memorial in Dublin

Edward Delaney (Claremorris, 1930) – Carraroe, 22 september 2009) was een Ierse beeldhouwer.

## Leven en werk
Delaney studeerde in Dublin aan het National College of Art and Design en bezocht aansluitend München, Bonn en Rome. Hij werkte aanvankelijk met brons en paste de cire perdue methode toe voor zijn kleinere werken. Hij vestigde zich in Dún Laoghaire, waar hij een eigen bronsgieterij had. Midden tachtiger jaren verhuisde hij naar het afgelegen Carraroe (County Galway) in de streek Connemara. Hij veranderde zijn werkstijl en ging met RVS-staal werken. In zijn tuin, het Open Air Sculpture Park, bevinden zich nog talrijke werken.

## Werken (selectie)
- Eve with Apple (1958), Irish Museum of Modern Art in Dublin[1]
- Wolfe Tone (1967), St. Stephen's Green in Dublin
- Famine Memorial (Great Famine van 1845 tot 1850) (1967), St. Stephen's Green in Dublin
- Adam and Eve, Fitzgerald Park in Cork
- Thomas Davis Memorial, College Green in Dublin
- Fountain Tree, Smurfit Head Quarters in Dublin
- Celtic Twilight (1974), UCD Sculpture Trail van het University College Dublin in Dublin-Belfield[2]
- Diverse werken bevinden zich in het Open Air Sculpture Park in Delaneys laatste woonplaats Carraroe (County Galway).